# Mărculești (gmina)
Mărculești – miejscowość i gmina w Mołdawii, w rejonie Florești. W 2014 roku liczyła 756 mieszkańców.